# Fjellstua

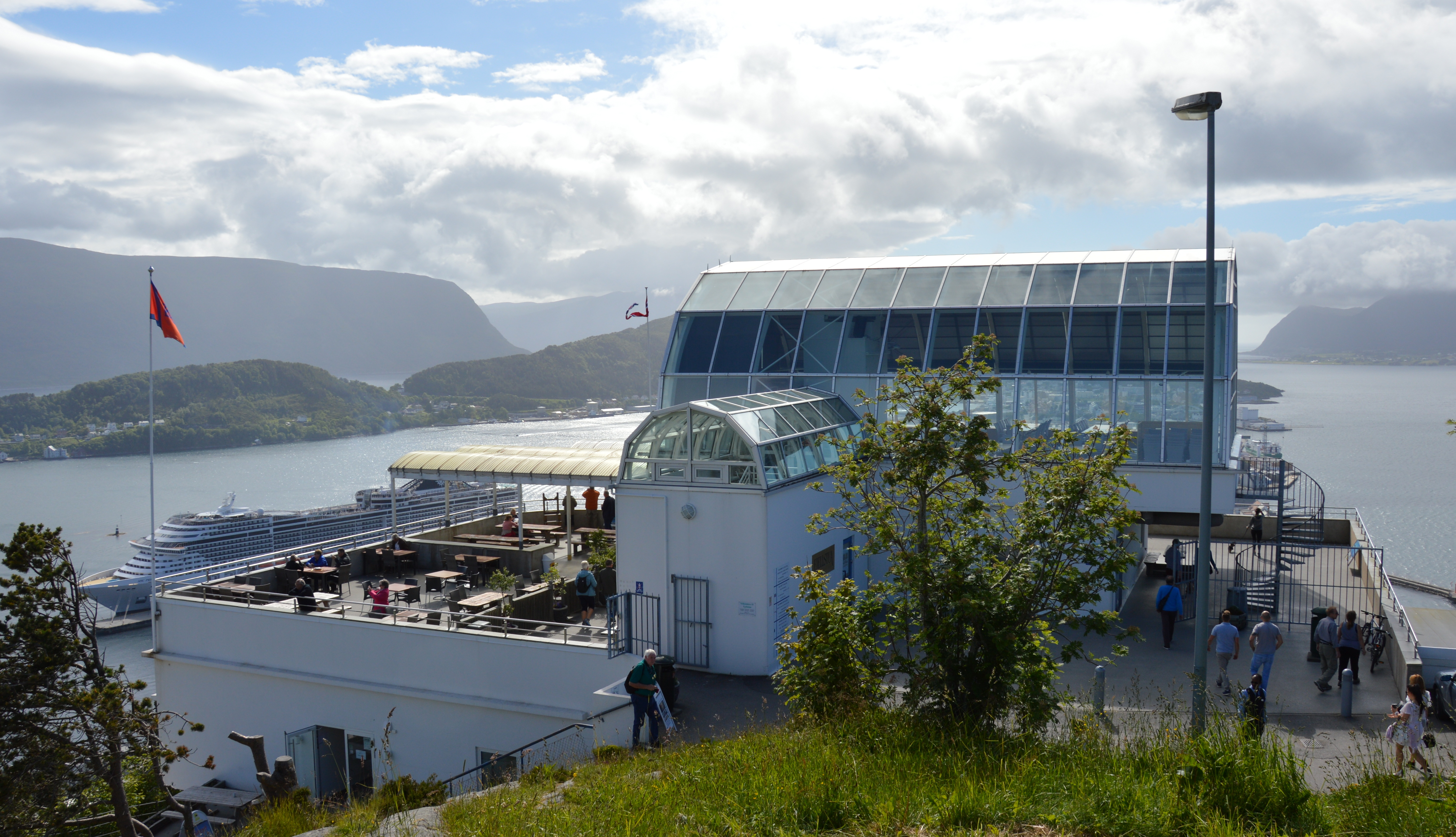
Fjellstua

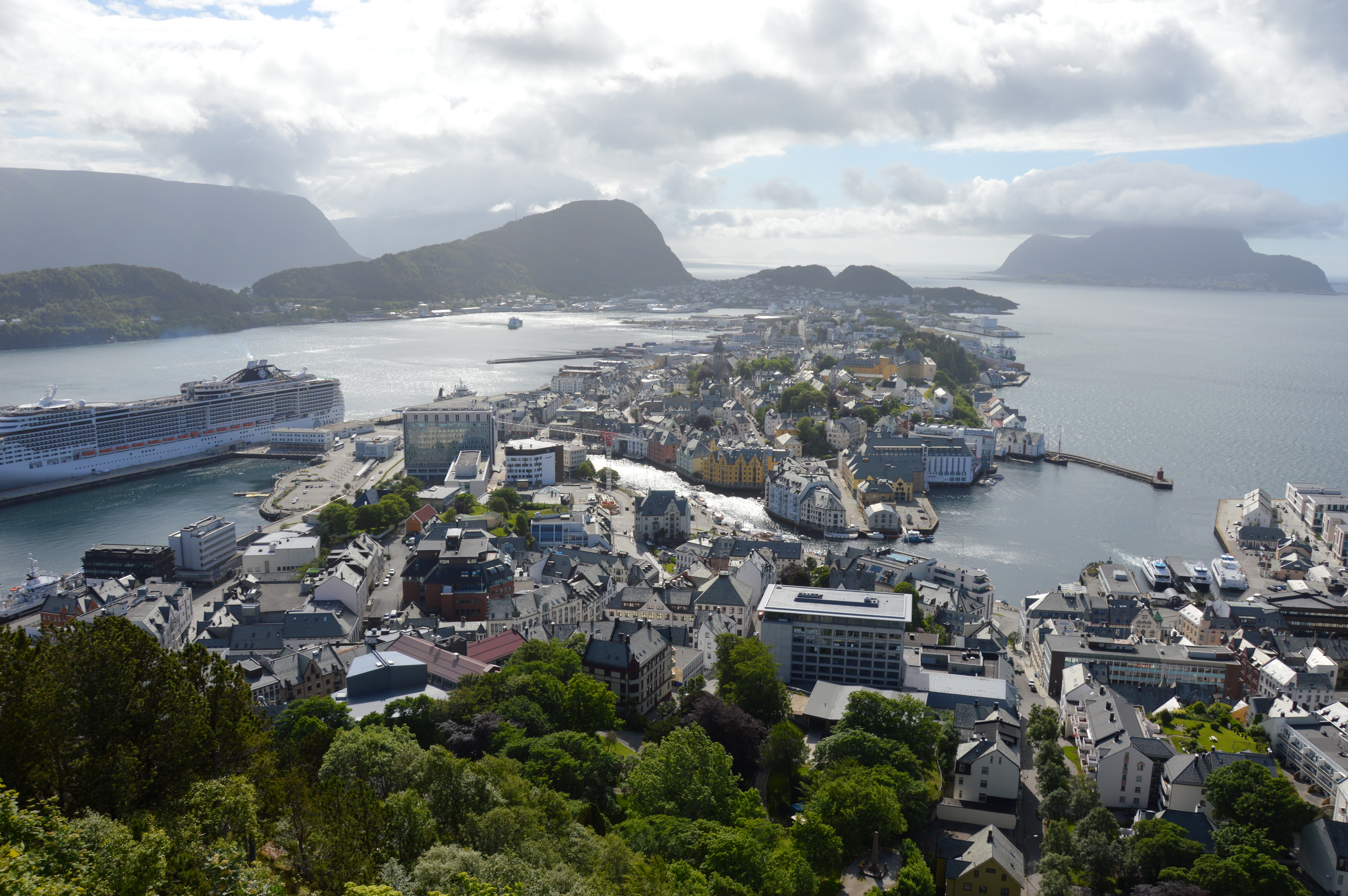
Blick auf Ålesund

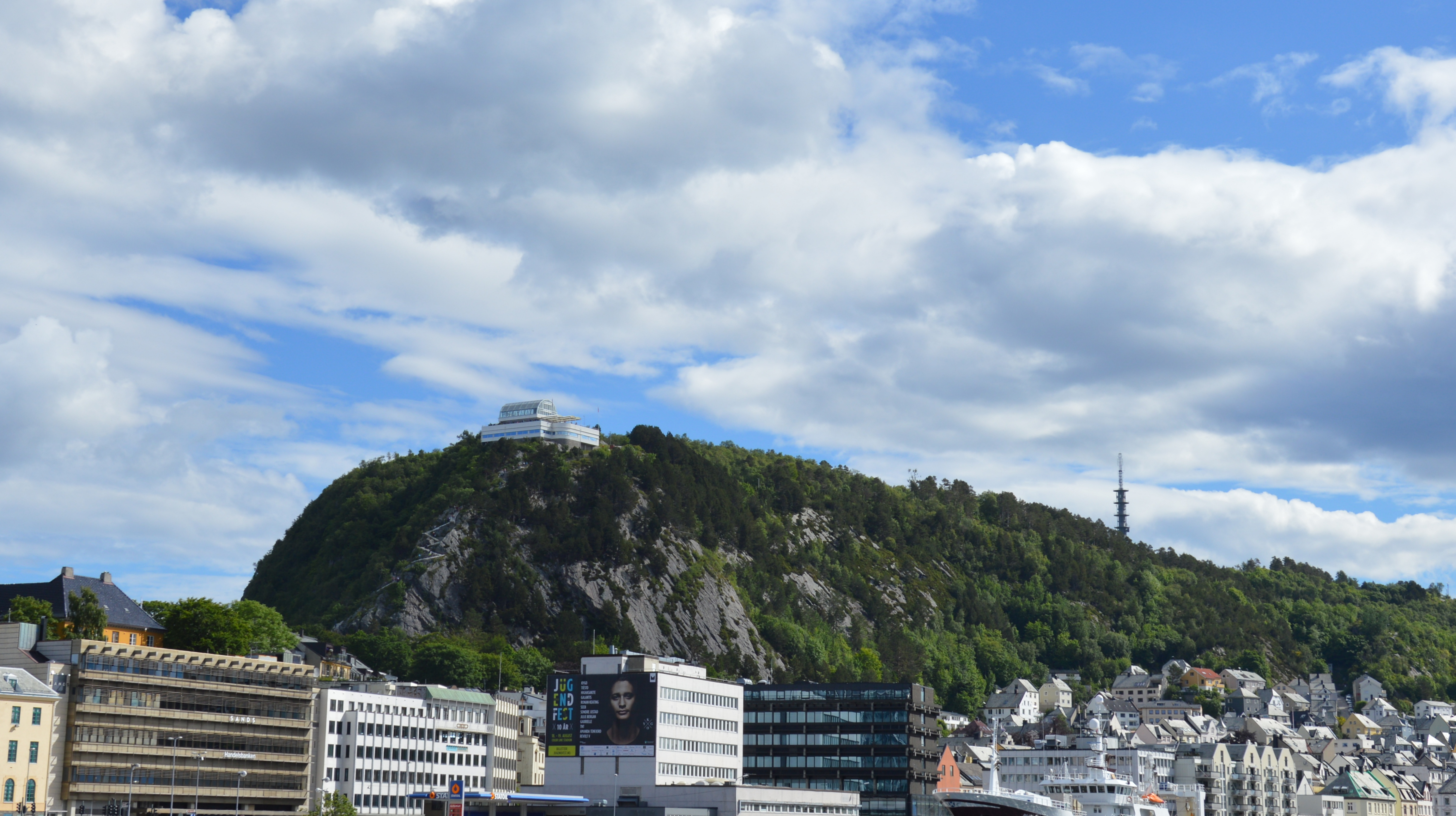
Blick auf Fjellstua von Ålesund aus

Fjellstua ist ein Aussichtspunkt auf der Westspitze des Berges Aksla in der norwegischen Stadt Ålesund auf der Insel Nørvøy in der Provinz Møre og Romsdal.

## Lage
Zur auch als Restaurant betriebenen in einer Höhe von 130 Metern liegende Fjelstulla führt vom Stadtpark Ålesund eine Treppe aus 418 Stufen hinauf. Darüber hinaus ist der Aussichtspunkt von Osten her auch über eine Straße erreichbar. Bekannt ist Fjellstula für die von hier aus bestehende weite Aussicht über die auf drei Inseln liegende Stadt Ålesund sowie die sie umgebende Fjordlandschaft. Etwas nordwestlich steht das Kristofer-Randers-Denkmal.

## Architektur und Geschichte
Ein zum Punkt hinaufführende Treppenanlage gab es ab dem Ende des 19. Jahrhunderts. Ein erstes Speiselokal eröffnete an dieser Stelle im Jahr 1903 und war vom Schuhmacher Knut Gregorius Lied (1857–1937) errichtet worden. Die Fjellstua ist damit das älteste Restaurant Ålesunds, wobei jedoch das ursprüngliche Gebäude nicht erhalten ist. Der ursprüngliche Bau bestand aus Holz und war rot gestrichen, mit weißen Elementen. Es wurde 1916 an Godtemplarungdomslaget Symra verkauft. Im Jahr 1934 brannte das Haus ab und wurde aus Beton in neuer Form nach einem Entwurf von Jens Braaten wieder aufgebaut. Es folgten weitere Umbauten. Das heutige Aussehen erhielt das Haus im Wesentlichen bei einem Umbau im Jahr 1985, bei dem eine Kuppel aus Glas und Aluminium hinzugefügt wurde. Eigentümer war Brødr. Jangaard. 1994 zählte der Aussichtspunkt 183.800 Besucher und war damit der viert beliebteste Aussichtspunkt Norwegens.
Vom 15. August 2014 bis zum 15. Mai 2015 musste die von Ålesund hinaufführende Treppenanlage saniert werden, nach dem der Sturm Dagmar und umstürzende Bäume zu Schäden geführt hatten.